# Xysticus xizangensis
Xysticus xizangensis är en spindelart som beskrevs av Tang och Song 1988. Xysticus xizangensis ingår i släktet Xysticus och familjen krabbspindlar. Inga underarter finns listade i Catalogue of Life.